# Ksenija Sydorenko
Ksenija Wolodymyriwna Sydorenko (ukrainisch Ксенія Володимирівна Сидоренко; * 2. Juli 1986 in Charkiw, Ukrainische SSR) ist eine ukrainische Synchronschwimmerin.

## Erfolge
Ksenija Sydorenko gewann 2008 bei den Europameisterschaften in Eindhoven ihre ersten internationalen Medaillen. Mit Darja Juschko im Duett sowie im Mannschaftswettbewerb und in der Kombination belegte sie jeweils den dritten Platz. Im selben Jahr gab sie ihr Olympiadebüt in Peking und trat dort mit Juschko im Duett an. Die beiden erreichten das Finale, das sie mit 92,668 Punkten auf dem achten Platz abschlossen. 2010 wiederholte Sydorenko bei den Europameisterschaften in Budapest ihre Platzierungen von 2008 und gewann erneut dreimal Bronze. Im Duett war wiederum Darja Juschko ihre Partnerin. Bei den Europameisterschaften 2012 in Eindhoven wurden Sydorenko und Juschko zum dritten Mal in Folge Dritte, während sie im Mannschaftswettbewerb und in der Kombination erstmals die Silbermedaillen gewannen. Die Olympischen Spiele 2012 in London bestritten Sydorenko und Juschko erneut gemeinsam im Duett. Nach einem sechsten Platz in der Vorrunde wurden sie auch im Finale mit 184,870 Punkten Sechste.
Die Europameisterschaften 2014 in Berlin waren Sydorenkos nächster erfolgreicher Wettbewerb. Sie belegte mit der Mannschaft Rang zwei und gewann in der Kombination ihre erste Goldmedaille. Bei den Europameisterschaften 2016 in London verpasste sie in dieser Disziplin mit Silber knapp die Titelverteidigung, wurde aber dafür mit der Mannschaft im freien Programm Europameisterin. Bei den Olympischen Spielen 2016 in Rio de Janeiro gehörte Sydorenko erstmals zum ukrainischen Aufgebot im Mannschaftswettbewerb. Die Ukrainerinnen, zu deren Mannschaft neben Sydorenko noch Lolita Ananassowa, Olena Hretschychina, Darja Juschko, Aleksandra Sabada, Kateryna Sadurska, Anastassija Sawtschuk, Anna Woloschyna, Olha Solotarjowa gehörten, verpassten mit 188,6080 Punkten als Vierte knapp einen Medaillengewinn hinter den siegreichen Russinnen, den zweitplatzierten Chinesinnen und der drittplatzierten Équipe aus Japan.
Bei den auf Mai 2021 verschobenen Europameisterschaften 2020 gewann Sydorenko mit der ukrainischen Mannschaft den Highlight-Wettbewerb, wobei mit den zweitplatzierten Belarussinnen und den drittplatzierten Ungarinnen nur zwei weitere Mannschaften in dem erstmals ausgetragenen Wettbewerb teilnahmen. Zwei weitere Goldmedaillen folgten in der Kombination und im freien Programm des Mannschaftswettbewerbs. Nur im technischen Programm musste sich Sydorenko mit der ukrainischen Mannschaft den Russinnen geschlagen geben und gewann als Zweite die Silbermedaille. Auch bei den ebenfalls 2021 ausgetragenen Olympischen Spielen 2020 in Tokio gehörte Sydorenko zum ukrainischen Aufgebot in der Mannschaftskonkurrenz. Mit 94,2685 Punkten im technischen Teil und 96,0333 Punkten in der Kür erzielten die Ukrainerinnen jeweils das drittbeste Resultat aller startenden Mannschaften und schlossen mit 190,3018 Gesamtpunkten den Wettbewerb schließlich hinter den Olympiasiegerinnen aus Russland mit 196,0979 Punkten und der zweitplatzierten chinesischen Mannschaft mit 193,5310 Punkten auch als Dritte ab. Neben Sydorenko gewannen Marta Fjedina, Anastassija Sawtschuk, Maryna Aleksijiwa, Wladyslawa Aleksijiwa, Alina Schynkarenko, Kateryna Resnik und Jelysaweta Jachno somit eine olympische Bronzemedaille.
Für ihren Medaillenerfolg bei den Olympischen Spielen 2020 erhielten Sydorenko und ihre Mannschaftskameradinnen im August 2021 den Orden der Fürstin Olga der 3. Klasse.